# Bulharsko na Letních olympijských hrách 1992
Bulharsko na Letních olympijských hrách 1992 ve španělské Barceloně reprezentovalo 138 sportovců, z toho 87 mužů a 51 žen. Nejmladší účastnicí byla Snežana Christakieva (15 let, 140 dní), nejstarším účastníkem byl Anton Manolov (42 let, 349 dní). Reprezentanti vybojovali 16 medailí, z toho 3 zlaté, 7 stříbrných a 6 bronzových.

## Medailisté
| Medaile | Jméno                             | Sport             | Disciplína                            |
| ------- | --------------------------------- | ----------------- | ------------------------------------- |
| Zlato   | Nikolaj Buchalov                  | Kanoistika        | C1 500 metrů                          |
| Zlato   | Nikolaj Buchalov                  | Kanoistika        | C1 1000 metrů                         |
| Zlato   | Ivan Ivanov                       | Vzpírání          | do 52 kg                              |
| Stříbro | Cvetanka Christovová              | Atletika          | Ženy hod diskem                       |
| Stříbro | Daniel Petrov                     | Box               | muži váha lehká muší – do 49 kg       |
| Stříbro | Nonka Matova                      | Sportovní střelba | 50 metrů libovolná malorážka 3×20 ran |
| Stříbro | Vesela Lečeva                     | Sportovní střelba | 10 metrů vzduchová puška              |
| Stříbro | Joto Jotov                        | Vzpírání          | do 67,5 kg                            |
| Stříbro | Nikolaj Pešalov                   | Vzpírání          | do 60 kg                              |
| Stříbro | Valentin Gecov                    | Zápas             | volný styl do 68 kg                   |
| Bronz   | Jordanka Donkovová                | Atletika          | Ženy 100 metrů překážek               |
| Bronz   | Svilen Rusinov                    | Box               | nad 91 kg                             |
| Bronz   | Marija Grozdeva                   | Sportovní střelba | pistole                               |
| Bronz   | Stefan Botev                      | Vzpírání          | do 110 kg                             |
| Bronz   | Valentin Jordanov                 | Zápas             | volný styl do 52 kg                   |
| Bronz   | Blagovest Stojanov Martin Marinov | Kanoistika        | C2 500 metrů                          |